# Barce aberrans
Barce aberrans är en insektsart som först beskrevs av Mcatee och Malloch 1925.  Barce aberrans ingår i släktet Barce och familjen rovskinnbaggar. Inga underarter finns listade i Catalogue of Life.